# Igreja Católica na Somalilândia
A Igreja Católica na Somalilândia é parte da Igreja Católica universal, em comunhão com a liderança espiritual do Papa, em Roma, e da Santa Sé. A Somalilândia é um país autoproclamado, e ainda não é reconhecida por nenhum outro país. É uma das três sub-regiões da Somália (Somália, Puntlândia e Somalilândia). A conversão do islã à outra religião é totalmente inaceitável pela sociedade somalilandesa. Os não muçulmanos são proibidos de professarem a sua fé em público, e chegam a ser mortos pelos próprios familiares, que não aceitam sua escolha religiosa. Os principais grupos fundamentalistas presentes no território somali são o Estado Islâmico, a Al-Qaeda e o Al-Shabaab. Sendo a Somalilândia e a Somália dois países que ainda são parte de uma mesma nação, e que, por consequência, compartilham muitos fatores em comum de sua história, esse artigo dá informações sobre os dois países. A menos que explicado no corpo do texto, a Somália será referida muitas vezes apenas como sul e a Somalilândia como o norte.

## História
A atual região que faz parte da Somália e Somalilândia costumava ser atravessada por rotas comerciais muçulmanas e árabes no século VII e por nômades somalis no século X, que habitavam o interior. Fontes árabes do século XII descrevem Zeilá, próximo à fronteira com o Djibuti, como uma cidade majoritariamente cristã. No entanto, a presença cristã desapareceu no final do século XV. Também é descrito que os jesuítas que visitaram a ilha Socotorá em 1542 se espantaram com a descoberta de que os habitantes eram católicos, embora analfabetos.
Os britânicos entraram nessa região após a ocupação do Iêmen, dividindo-a em esferas de influência britânicas e italianas. Os italianos ficaram com a costa sul, e a partir de 1881 o catolicismo pôde ser novamente introduzido na Somália, incluindo Mogadíscio. Contudo, as potências coloniais nos territórios britânico e italiano eram, por vezes, contra o trabalho dos missionários entre os somalis por medo de uma possível instabilidade. Em 1886, também chegaram missionários franceses na cidade portuária de Berbera, fazendo com que a fé católica crescesse rapidamente. As administrações políticas sucessivas restringiram a atividade missionária católica ao cuidado espiritual dos imigrantes. Os missionários capuchinhos trabalharam na região norte entre 1891 e 1910, quando foram expulsos pelos britânicos. Em 1904, o território da Somalilândia se tornou parte do Vicariato da Arábia, sob comando dos capuchinhos.
A chamada Revolução Socialista da Somália levou Mohamed Siyad Barre ao poder em 21 de outubro de 1969. Nos primeiros três anos deste governo, a Igreja Católica continuou suas atividades sociais, principalmente nos campos da educação e saúde, bem como suas atividades pastorais. Em 1972, o governo marxista nacionalizou todas as 15 escolas católicas somalis, e outras propriedades também foram confiscadas. Cristãos de todas as outras denominações também foram afetados pelas medidas ditatoriais, e muitos deixaram o país após começarem a receber ameaças de grupos extremistas. Os franciscanos, por exemplo, foram reduzidos de 30 para 10 e as irmãs da Consolata, de 95 para 35. Houve também redução no número de missionários leigos. As irmãs religiosas continuaram a trabalhar após esse período em hospitais do governo. A situação continuou a piorar como consequência da Guerra de Ogaden, a qual a Somália perdeu para a Etiópia. Em dezembro de 1971, o norte da Somália foi separado do Vicariato da Arábia e tornou-se parte do Vicariato de Mogadíscio, que por sua vez, foi elevado a Diocese de Mogadíscio, em 20 de novembro de 1975.
O afluxo de centenas de milhares de refugiados da Guerra de Ogaden fez com que a Igreja ficasse na linha de frente do serviço humanitário. O bispo de Mogadíscio fundou a Caritas Somália em 1980 como instrumento da comunidade católica para ajudar os refugiados, cedendo centenas de poços para água potável e contribuindo para projetos agrícolas e florestais. Durante os anos 80, uma biblioteca inter-religiosa foi aberta na Catedral de Mogadíscio. A liturgia foi traduzida para o somali e também foram produzidos livros catequéticos nessa língua. Também houve colaboração com protestantes, que costumavam realizar seus cultos religiosos nas duas igrejas católicas de Mogadíscio.
Em 9 de julho de 1989, Dom Salvatore Colombo foi assassinado, aos 66 anos, morto a tiros enquanto celebrava uma Missa na catedral de Mogadíscio. Após seu enterro na capital, seus restos mortais foram desenterrados e os dentes extraídos, em busca de ouro. Isso fez com que o corpo fosse então transferido para Milão, na Itália. Ele foi substituído pelo administrador apostólico Dom Giorgio Bertin. A rebelião contra o regime de Siyad Barre alcançou Mogadíscio no final de dezembro de 1990, e a catedral foi saqueada e destruída pelo fogo em semanas. A guerra civil que se seguiu destruiu todas as propriedades da Igreja no país e obrigou todos os missionários e a maioria dos cristãos a deixar a Somália. Apenas algumas dezenas de cristãos somalis permaneceram ocultos, devido à forte ameaça dos muçulmanos. Um dos últimos missionários a permanecer, padre Turati, foi assassinado em fevereiro de 1991. O administrador apostólico Bertin, com as últimas quatro irmãs Consolata, refugiou-se em Nairóbi, Quênia, de onde tentou ministrar aos poucos católicos remanescentes na Somália e orientar o trabalho da Caritas Somália. As irmãs finalmente retornaram a Mogadíscio. A edição do jornal L'Osservatore Romano de 28 de julho de 1991 trazia a notícia dos acontecimentos anticatólicos na Somália, todos listados abaixo:
- Assassinato do bispo de Mogadiscio, Salvatore Colombo
- Saqueio e incêndio da Catedral de Mogadíscio e da cúria
- Destruição de um crucifixo, alvejado por uma metralhadora, além da destruição também de todas as imagens sagradas, as estátuas, o altar, o púlpito e o sacrário, que foram queimados ou arrebentados.
- Abertura do sarcófago de um anterior vigário apostólico da cidade, sendo os restos mortais lançados fora
- Incêndio da igreja do Sagrado Coração de Jesus, a qual foi completamente destruída. O sacrário no qual estava presente o Santíssimo Sacramento, o altar, o púlpito, a pia batismal, as cruzes, os quadros e três baixo-relevos em bronze do átrio da igreja foram destruídos de forma sacrílega
- Túmulos violados e todas as cruzes arrancadas do cemitério católico
- Saques e incêndios de capelas de religiosas, em hospitais
- Incêndio das igrejas das cidades de Merca, Kismayo e Jilib. Nesta última, um sacerdote foi assassinado.

A década de 1990 foi marcada pela destruição do estado somali, a secessão das regiões do norte como a Somalilândia, a anarquia, a fome e o aumento da criminalidade. A queda do regime de Said Barre possibilitou o florescimento da militância radical islâmica. Em 1991, grupos radicais islâmicos formaram um comitê que buscava identificar todos os cristãos somalis, estando eles dentro ou fora do país. Esse comitê designou um grupo armado para executar todos os cristãos somalis, o que levou a muitas mortes, tanto dentro quanto fora do país. Os cristãos foram forçados a viver secretamente ou se tornar refugiados em outras nações. Subsequentemente, a igreja visível na Somália desapareceu. Por razões humanitárias, a comunidade internacional interveio com uma operação da ONU, que permaneceu na região desde 1995 até que a violência os obrigou a sair dois anos depois. A Igreja, juntamente com outras organizações não-governamentais, permaneceu ativa na Somália, tentando, através da rede Caritas, aliviar as consequências do desastre humanitário.
À altura de 1998, restavam apenas um padre e quatro irmãs da Consolata no país. As irmãs operavam um hospital em Mogadíscio, onde prestavam assistência à maternidade e tratavam 500 crianças por semana. Depois que uma das irmãs foi sequestrada, em 10 de setembro de 1998, as últimas missionárias católicas da Somália foram forçadas a deixar o país. O islã era considerado a religião do estado, apesar da ausência de um governo organizado. A Sharia era implementada em governos civis em toda a região, particularmente no norte, e o proselitismo passou a ser considerado uma ofensa criminal.

## Atualmente
Tanto a fundação  Ajuda à Igreja que Sofre (ACN) quanto a Fundação Portas Abertas consideram a Somália como um dos países mais perigosos do mundo para os cristãos. A Portas Abertas afirma que em sua lista de países que mais perseguem cristãos de 2016 a Somália aparecia em sétima colocação, passando para a segunda colocação na lista do ano seguinte, e para a terceira em 2019. Os muçulmanos sunitas constituem aproximadamente cem por cento da população, e todas as outras comunidades religiosas são constituídas por grupos muito pequenos, estando os católicos incluídos nestes. Líderes religiosos islâmicos afirmam publicamente que não há lugar para cristãos no país, pois veem os cristãos como um elemento estranho e que prejudica a sua cultura e religião. Todos os grupos tribais se identificam como muçulmanos. Durante séculos, as relações com outras religiões eram muito boas. Contudo, nos últimos 20 anos, o extremismo islâmico prevalece no país, estando a violência amplamente presente. Os principais grupos fundamentalistas presentes no território somali são o Estado Islâmico, a Al-Qaeda e o Al-Shabaab. Este último grupo citado já expressou várias vezes seu objetivo de erradicar os cristãos, e considera os muçulmanos convertidos ao cristianismo como alvo de alto valor, assassinando-os frequentemente assim que descobertos. A perseguição é particularmente severa para cristãos ex-muçulmanos, cujas penas podem chegar até mesmo à decapitação. Os católicos que restam no país não podem receber assistência espiritual regular, e a segurança de um sacerdote em Mogadíscio não pode ser garantida.

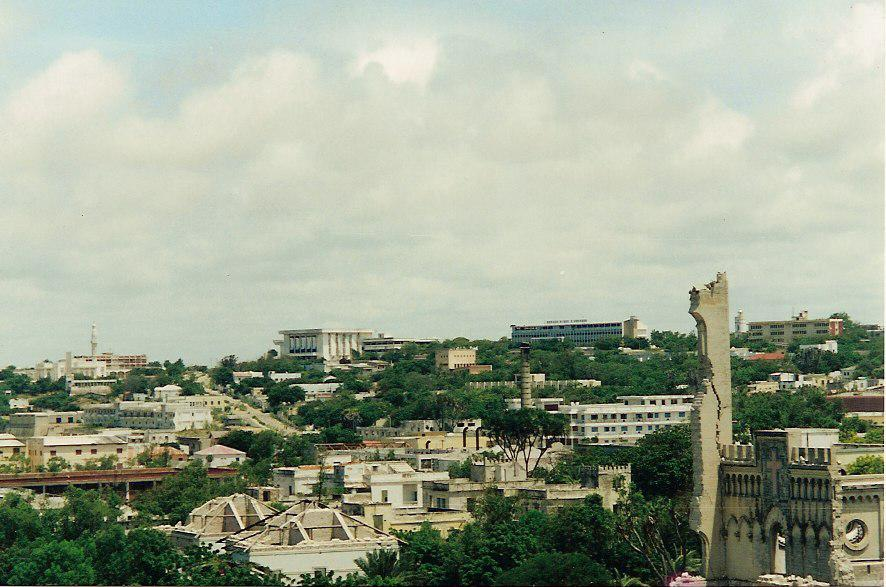
As ruínas da Catedral de Mogadíscio são vistas nesta foto, tirada em 2011, no canto inferior direito.

Em 2008 a maior catedral do continente africano, a Catedral de Mogadíscio foi destruída pelas forças islâmicas rebeldes, tornando-se ruínas.  A igreja tinha torres gêmeas de pedra, de mais de 37 metros de altura, e foi por muitos anos a edificação mais alta da capital somali. Em meados do século XX, havia cerca de 8.500 católicos em Mogadíscio. Um relatório divulgado pelo site de notícias cristão Morning Star, descrevia o drama de um muçulmano convertido, que teve de fugir para a Etiópia para não ser capturado pelos extremistas, deixando a esposa e quatro filhos. O mesmo relatório também afirma que outro cristão escapou de seus sequestradores depois de ter os dedos decepados durante um interrogatório.
O número reduzido de cristãos na Somália inclui imigrantes de países vizinhos, e uma pequena comunidade de cristãos etnicamente somalis vive em Mogadíscio, com cerca de 30 fiéis, que são majoritariamente mais velhos, e que vivem escondidos, com receio de represálias, praticando sua fé na clandestinidade. Segundo informações da fundação ACN, o capelão militar da missão de treino financiada pela União Europeia, padre Stefano Tollu, conseguiu contato com um membro da comunidade. Moisés (nome fictício) é um cristão que cresceu quando a Somália ainda era uma colônia italiana, e o encontro teve de ser muito breve para não levantar suspeitas. O padre Tollu descreveu esse momento de partilha como "muito intenso". Moisés disse que a sua comunidade de católicos somalis vive sob ameaça. Os cristãos na Somália enfrentam perigos e ameaças, até mesmo dentro das próprias famílias. A geração nascida na década de 1990 é mais intolerante e não compreende seus parentes mais velhos que se tornaram cristãos. Devido a isso, os membros mais velhos da família afastaram-se dos seus filhos e netos. Alguns cristãos são assassinados pelos próprios netos.
| “ | A violência existe em casa e nós, que somos poucos em número, arriscamos as nossas vidas todos os dias. | ” |
|   | — Moisés (nome fictício) — católico somali sobre a perseguição muçulmana aos cristãos do país.          |   |

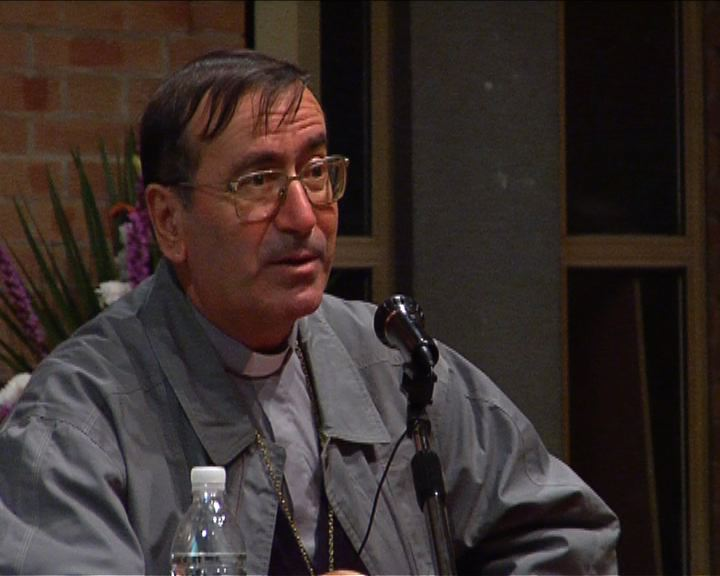
Dom Giorgio Bertin, bispo do Djibuti e administrador apostólico de Mogadíscio.

Desde o assassinato de Dom Salvatore Colombo, a Diocese de Mogadíscio não tem um bispo, e a função de administrador apostólico está nas mãos do bispo do Djibuti, Dom Giorgio Bertin. A última igreja católica operante no país, a igreja de Santo Antônio de Pádua na cidade de Hargeisa, capital da Somalilândia, foi reaberta em 29 de julho de 2017, porém teve de ser fechada poucos dias depois, devido à pressão popular, segundo o ministro das relações religiosas, Skeikh Khalil Abdullahi, a igreja "causou muita divisão", e que esse não era um interesse da Somalilândia. Ela havia obtido autorização do governo da Somalilândia para voltar a funcionar em 2016,  após o país fazer sua declaração de independência.
| “ | Ao contrário das recentes notícias, não há uma nova igreja em Hargeisa. A Constituição da Somalilândia e a Sharia permitem que estrangeiros pratiquem sua religião de forma privada. Nosso governo não permitirá que nenhuma nova igreja seja construída na Somalilândia. | ” |
|   | — Skeikh Khalil Abdullahi, ministro das relações religiosas. |   |

A ACN descreve a situação do país como de "pouca esperança" para o futuro. Em resposta a um atentado terrorista em Mogadíscio de dezembro de 2019, o Papa Francisco dedicou uma oração especial durante o Ângelus ao povo somali e aos familiares das vítimas do ataque. A Missão Portas Abertas divulgou testemunhos anônimos de cristãos somalis, a fim de divulgar a realidade em que estas pessoas vivem. Segue um deles:
| “ | Até agora estamos conscientes de que 18 cristãos somalis morreram de fome nos últimos três meses, nas cidades de Afgoye, Baidawa e Kismayo. Isso acontece porque o Al-Shabaab não lhes dá alimentos e por isso eles precisam se deslocar para conseguir ajuda. Qualquer um que seja suspeito para os islâmicos, quer seja cristão ou até amigo de um cristão, não recebe os alimentos. No entanto, negar-nos o alimento não é a pior coisa que pode nos acontecer. Esses homens já mataram muitos de nossos membros de igreja e podem matar ainda mais. Estamos extremamente preocupados com a fome na Somália. | ” |
|   | — Líder cristão anônimo somali. |   |

Um outro cristão somali declarou o seguinte:
| “ | Pouco antes de eu completar 11 anos de idade, a guerra estourou na Somália. Depois de alguns anos, quando minha mãe morreu no fogo cruzado, meu pai decidiu me enviar para parentes distantes. Eles me trataram muito mal e eu acabei fugindo. Consegui voltar para casa depois de uma semana. Durante esse tempo, todos os meus irmãos haviam sido mortos. Meu pai estava chorando muito quando o encontrei. Ele implorou que eu deixasse a Somália e então eu obedeci. Vivi em campos de refugiados cristãos e me senti bem com o modo de vida deles e com as músicas que cantavam. Foi quando aceitei Jesus e senti paz de espírito pela primeira vez em minha vida. | ” |
|   | — Cristão somali, identificado como Mohammed. |   |

## Organização territorial

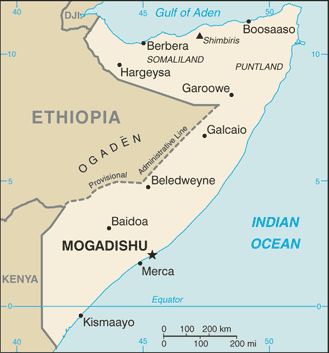
A Diocese de Mogadíscio abrange todo o território da Somália e da Somlilândia.

O catolicismo está presente no país com uma única diocese, a Diocese de Mogadíscio.

## Conferência Episcopal
A Conferência dos Bispos Latinos das Regiões Árabes, que foi criada em 31 de março de 1967, reúne o único bispo encarregado do território somali com os bispos de outras regiões árabes do norte da África e do Oriente Médio.

## Delegação Apostólica
A Delegação Apostólica da Região do Mar Vermelho foi criada em 1969, e teve seu nome alterado para Delegação Apostólica da Somália em 1992.